# Aleutengraben

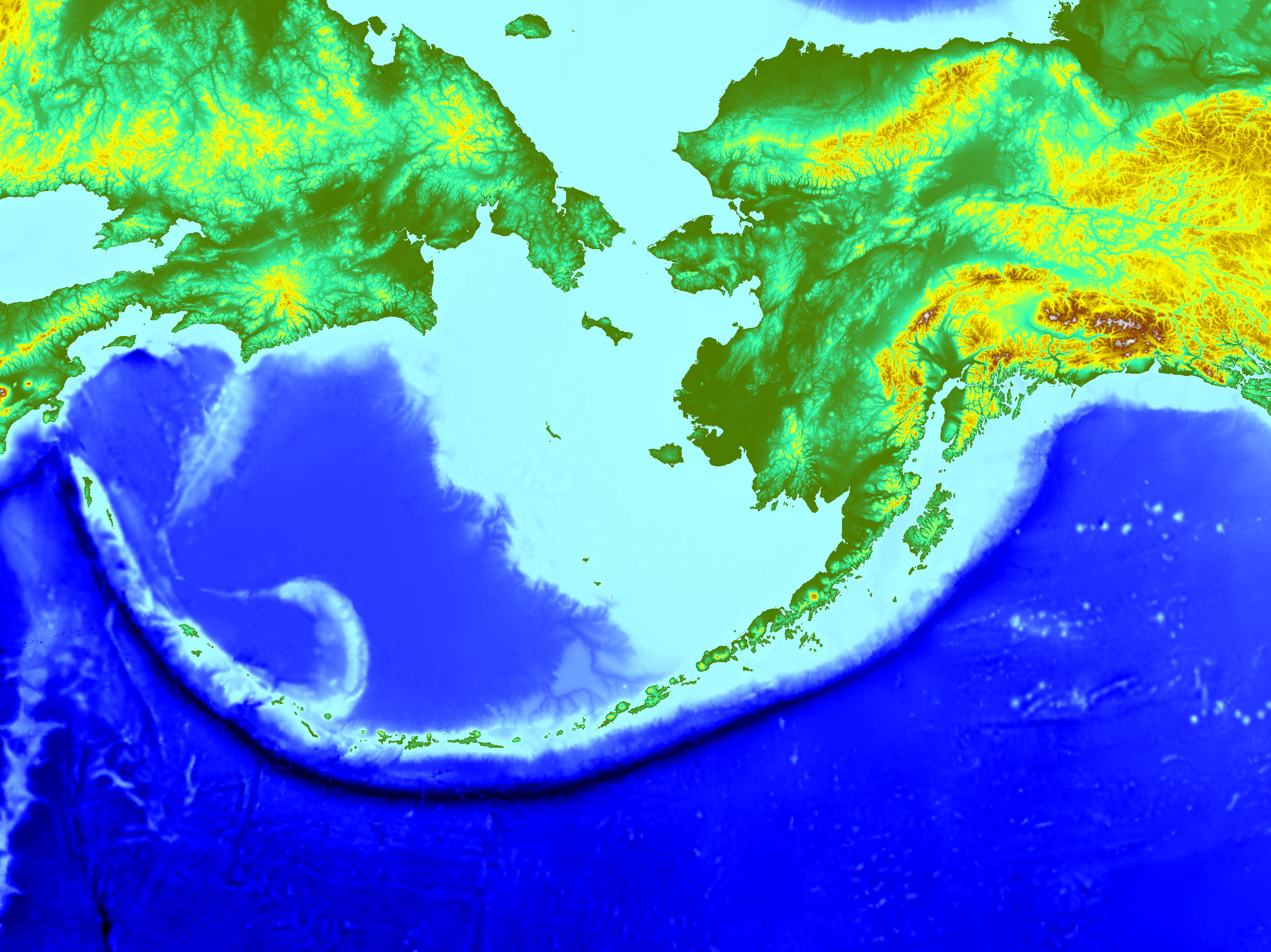
Aleutengraben vor den Aleuten (am unteren Bildrand)

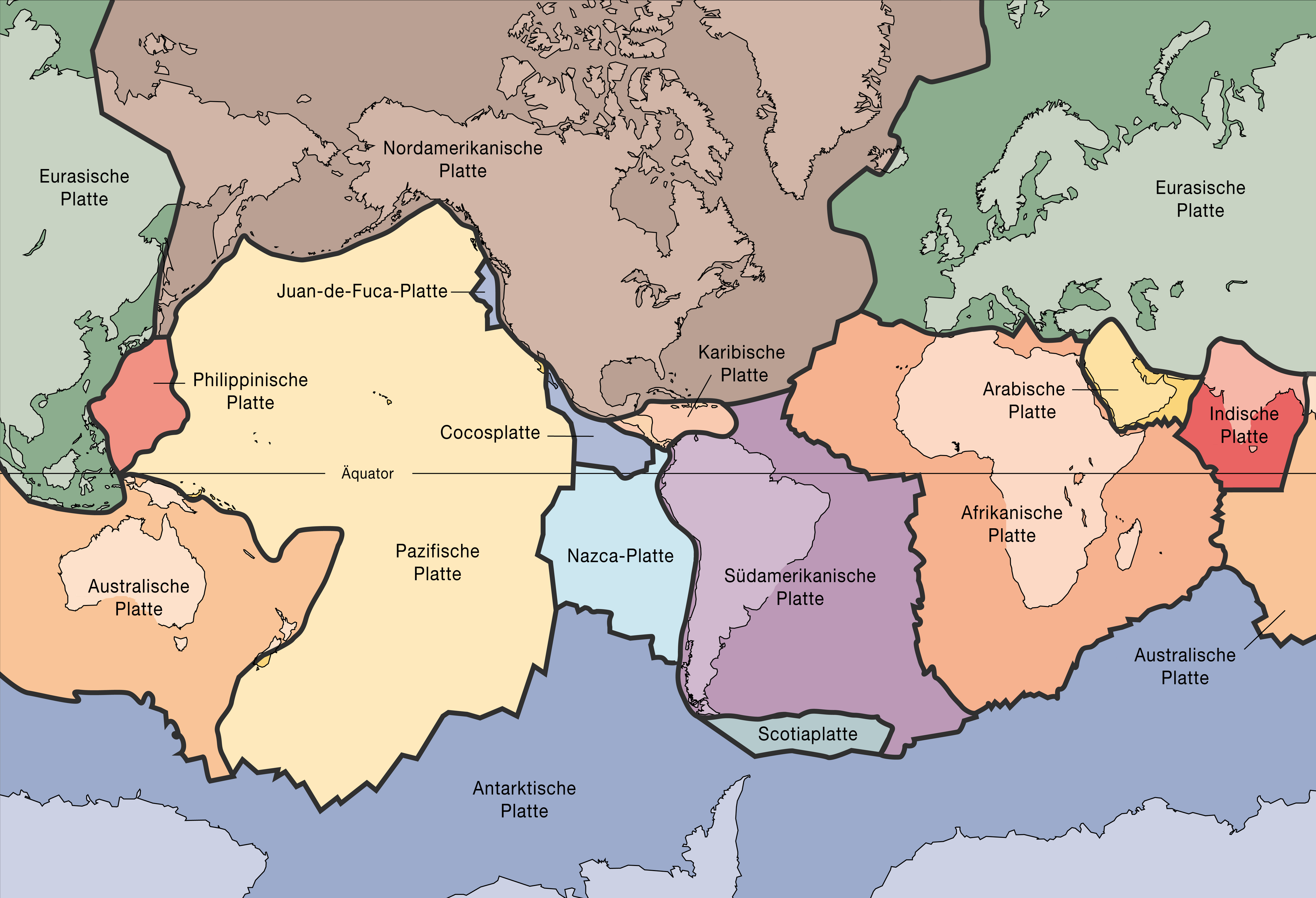
Tektonische Platten mit Kontinenten im Hintergrund
Nordamerikanische Platte
Pazifische Platte

Der Aleutengraben ist eine bis 7822 m tiefe und 3200 km lange Tiefseerinne im nördlichen Teil des Pazifischen Ozeans (Pazifik).

## Geographie
Er befindet sich zwischen den Aleuten im Norden, der langgestreckten Alaska-Halbinsel im Nordosten, dem Nordpazifischen Becken im Süden, dem Nordpazifischen Rücken im Süd-Süd-Westen, Kamtschatka hinter dem Kurilengraben im Westen und den Kommandeurinseln im Nordwesten. Dort liegt er etwa zwischen 50 und 55° nördlicher Breite sowie 167° östlicher und 158° westlicher Länge.

## Geologie
Der Aleutengraben bildet einen Teil der tief eingeschnittenen nördlichen Nahtstelle von Nordamerikanischer Platte im Norden und Pazifischer Platte im Süden.